# Исады (Грязовецкий район)
Исады — хутор в Грязовецком районе Вологодской области.
Входит в состав Вохтожского муниципального образования, с точки зрения административно-территориального деления — в Вохтогский сельсовет.
Расстояние по автодороге до районного центра Грязовца — 58 км, до центра муниципального образования Вохтоги — 1 км. Ближайшие населённые пункты — Чухарица, Глубокое, Вохтога, Тарасово.
По переписи 2002 года население — 52 человека (26 мужчин, 26 женщин). Всё население — русские.